# Legend of Legaia
Legend of Legaia is een videospel voor het platform Sony PlayStation. Het spel werd uitgebracht in 1998. 